# Quabbin Reservoir
Das Quabbin Reservoir ist das größte Binnengewässer im Commonwealth of Massachusetts und wurde zwischen 1930 und 1939 durch den Bau des Winsor Dam und weiteren Staudämmen errichtet. Heute bildet es zusammen mit dem Wachusett Reservoir die Hauptwasserversorgung der Großstadt Boston, zirka 65 Meilen östlich gelegen, und 40 weiteren Kommunen im Ballungsraum Greater Boston. Der Stausee liefert auch Wasser an drei westlich gelegene Städte.
Der Speicherraum des Stausees beträgt 1,56 km³, die Wasserfläche etwa 99,97 km². Das Wasser des Quabbin Reservoir fließt über das
Quabbin Aqueduct zum Wachusett Reservoir. Das Quabbin Reservoir wird vom Massachusetts Department of Conservation and Recreation unterhalten, während die eigentliche Wasserversorgung von der Massachusetts Water Resources Authority geleitet wird. Der Winsor Dam und der Goodnough Dike stauen den Swift River und dessen Zuflüsse. Das Quabbin Reservoir gehört zum Einzugsgebiet des Chicopee Rivers.

## Chronologie
Anfang des 19. Jahrhunderts dehnte Metropolitan Boston seine lokale Wasserversorgung aus. Verschiedene Möglichkeiten (Grundwasser und Fließgewässer) wurden untersucht, die jedoch nicht den Anforderungen an Quantität und Qualität an Wasser eines stetig wachsenden Ballungsraumes genügten. Schließlich autorisierte der Massachusetts General Court (der offizielle Name der Staatslegislative) den Bau des Cochituate Aqueduct, welcher Wasser vom Lake Cochituate in Wayland und Natick nach Boston leiten sollte.